# Gallica
Gallica è la biblioteca digitale della Biblioteca nazionale di Francia e dei suoi più di duecento partner nazionali. Sul piano della cooperazione internazionale, Gallica contribuisce ad alimentare altre biblioteche digitali avvalendosi di collaborazioni a livello europeo, come nel caso di Europeana, oppure con i singoli stati, ad esempio con l'America, del nord e del sud, nell'ambito di progetti quali "Francia-Brasile" o "La Francia in America", con la Cina (Francia-Cina) o con il Giappone (Francia-Giappone).

## Collezioni
Accessibile gratuitamente e in continua espansione, a febbraio 2020 Gallica conteneva più di 6 milioni di documenti, di cui:
- 690 311 libri;
- 3 968 841 giornali e riviste;
- 1 468 952 immagini;
- 51 170 registrazioni sonore;
- 176 341 mappe;
- 144 859 manoscritti;
- 1 705 filmati;
- 51 055 spartiti;
- 510 807 oggetti.

Ogni documento è provvisto di una nota esplicativa (titolo, editore, data di edizione ecc.) e di un codice numerico d'identificazione, denominato ARK (Archival Resource Key), che ne consente la conservazione a lungo termine. Inoltre, determinate opere sono state oggetto di riconoscimento ottico dei caratteri, che ne ha reso ricercabili i contenuti. Sebbene la biblioteca digitale dedichi maggiore spazio a documenti di lingua e cultura francese, la letteratura straniera, in lingua originale o tradotta, è anch'essa compresa a pieno titolo nelle collezioni digitali. Attività di valorizzazione delle collezioni vengono inoltre regolarmente esercitate attraverso diversi canali come ad esempio il blog Gallica, portali destinati a tematiche specifiche o i social media.

## Storia

### Le origini all'EPBF
Le prime digitalizzazioni risalgono al 1992, e facevano parte di un progetto, avviato nel 1990 da quella che, al tempo, era l'Istituzione della Pubblica Biblioteca francese (EPBF), per la creazione di una "raccolta di immagini fisse digitali". Inizialmente ci si prefiggeva di digitalizzare 300 000 immagini fisse, con l'intenzione di costituire delle collezioni multimediali (inclusi file audio, stampe, immagini fisse e animate). La Biblioteca nazionale di Francia, così come istituzioni private ed agenzie fotografiche hanno partecipato alla realizzazione del progetto.
In seguito alla fusione della Biblioteca Nazionale e dell'EPBF, voluta da François Mitterrand nel 1994, la nuova Biblioteca Nazionale della Francia (BnF) ha dato la priorità alla digitalizzazione delle proprie collezioni che costituiscono la metà del suo patrimonio digitale.

### L'avvio del progetto Gallica
Nel contesto della digitalizzazione del patrimonio della BnF, venne avviato, nell’ottobre 1997, il progetto Gallica, che in un primo tempo offriva l'accesso a testi e immagini del XIX secolo provenienti dal mondo francofono, per un totale di 2500 libri digitalizzati in modalità immagine e 250 in modalità testo (mediante la base Frantext dell'Istituto nazionale di lingua francese). I libri erano classificati per disciplina, accompagnati da una cronologia del XIX secolo e da sintesi sui periodi storici, le scienze politiche, il diritto, l’economia, la letteratura, la filosofia, le scienze e la storia della scienza. Di fatto, Gallica fungeva inizialmente da laboratorio di prova più che da vera e propria biblioteca digitale. Sebbene l'intenzione fosse ben presto quella di digitalizzare un ingente numero di libri (per la fine del 1999 era prevista la conversione di 100.000 volumi e 300.000 in formato digitale), l'allora presidente della BnF, Jean-Pierre Agremy dichiarò che era intenzione del comitato editoriale di Gallica di abbandonare l'idea di costituire un vasto corpus enciclopedico per concentrarsi invece su dei corpus tematici più limitati, ma il più possibile esaustivi.
Una seconda versione di Gallica è stata pubblicata nel 2000.
Nel gennaio 2005 Jean-Noël Jeanneney nel suo saggio Quando Google sfida l’Europa, si schiera a favore di una biblioteca digitale europea e francese in risposta all’iniziativa Google Libri. A seguito di ciò, Gallica subisce un'ulteriore evoluzione del ritmo di digitalizzazione per contrastare il colosso statunitense, con un aumento dei documenti e una progressiva transizione verso il riconoscimento ottico dei caratteri. Dal 2006 sono state avviate diverse raccolte di materiale digitale (stampa nazionale nel 2005, libri e riviste nel 2007, con 100 000 stampe digitalizzate in modalità immagine e in modalità testo all'anno). Nel 2007 esce la terza versione di Gallica, Gallica2, una sintesi di Gallica e del modello Europeana, sebbene la versione precedente rimanga a disposizione per la consultazione. Viene inoltre creata dalla BnF un'applicazione di Gallica per i dispositivi mobili.
Sempre con l'intento di reagire a Google, la BnF in collaborazione con la Direzione dei libri e della lettura, il Centro nazionale del libro e il Sindacato nazionale dell’edizione avvia un progetto di integrazione in Gallica di opere soggette a diritti d'autore. Il motore di ricerca permette di accedere a documenti, soggetti o meno ai diritti d'autore. Gallica consente anche di consultare le biblioteche partner mediante il protocollo OAI-PMH.
Nel 2012 la Biblioteca nazionale di Francia introduce Gallica intra muros, un servizio che consente di consultare documenti soggetti a diritti d’autore esclusivamente in loco. Nel 2015 Gallica viene interamente rivista ed esce una nuova versione del sito.

## Accordi di digitalizzazione pubblico/privato
Il 15 gennaio 2013, il Ministero della Cultura e della Comunicazione francese, il Commissariat aux investissements d'avenir e la BNF siglano congiuntamente due accordi per la scansione e la distribuzione di libri antichi e fondi musicali della Biblioteca Nazionale Francese nell'ambito del Programme d'investissements d'avenir, tramite la filiale Bnf Partenariats, creata nel 2012:
- Un primo accordo con la società ProQuest riguarda la conversione in formato digitale di 70 000 libri antichi francesi del periodo 1470-1700, tra cui tutti gli incunaboli editi prima del 1500 e una copia per edizione di opere stampate nel XVI e XVII secolo
- Un secondo accordo con Believe Digital e Memnon Archiving Services concerne la digitalizzazione di 200 000 dischi in vinile di 78 e 33 giri. L'accordo di digitalizzazione riguarda solo opere di dominio pubblico e riserva la vendita esclusiva di opere ad aziende partner. Tuttavia, gli acquirenti di licenze per l’accesso a tali contenuti sono principalmente organizzazioni di ricerca pubbliche o biblioteche universitarie, che hanno l’obbligo di pagare per i contenuti digitalizzati facenti parte del patrimonio culturale comune. Più organizzazioni francesi hanno denunciato tale clausola, tra cui COMMUNIA, il collettivo Savoirscom1, l'Open Knowledge Foundation France, Creative Commons France, La Quadrature du Net, Framasoft, il Partito Pirata, Wikimedia France e l'Associazione dei bibliotecari di Francia.

## Contenuti
I contenuti di Gallica, frutto di selezioni editoriali, sono suddivisi in insiemi tematici, geografici, o per tipo di documento, nel seguente modo:
- Libri, manoscritti, mappe, immagini, giornali e riviste, registrazioni sonore, spartiti, oggetti, filmati
- Arti, passatempi e sports, Diritto, economia e politica, Storia, Letteratura, Filosofia e Scienze Sociali, Scienze
- Francia, Africa, America, Asia, Europa

### Documenti in lingua italiana
Gallica presenta un ampio repertorio di documenti in lingua italiana che abbraccia quasi tutti gli ambiti del sapere umano e spazia da opere più conosciute, come Il Canzoniere di Petrarca, ad altre meno note che trattano tematiche piuttosto specifiche. Qui di seguito sono riportati alcuni esempi a titolo indicativo.

#### Letteratura italiana

##### Ariosto Ludovico
Orlando furioso / di M. Lodovico Ariosto; rev. et ristampato, sopra le correttioni di Jeronimo Ruscelli; ill. d'après P. Eskrich. - 1570 [Gallica contiene più versioni dell’Ariosto, anche sotto forma di manoscritto]

##### Alighieri Dante
La Divina commedia di Dante Alighieri / col commento di Cristoforo Landino - 1481 [Gallica contiene più versioni della Divina commedia, anche sotto forma di manoscritto:  1.,  2.,  3.
 Dal commento sopra la commedia di Dante / Giovanni Boccaccio; letture scelte per cura di Oddone Zenatti. - 1900
 Il Purgatorio di Dante Alighieri. Tome 1 / , tradotto in francese dal signor... A.-F. Artaud,... 2ª edizione. - 1830

##### Boccaccio Giovanni
Il Decamerone / di M. Giovanni Boccaccio nuovamente stampato; aggiunteci le annotationi di tuti quei luoghi che di questo cento novelle da Monsig. Bembo sono stati nelle sue prose allegati; ill. da P. Eskrich. - 1555
 Filostrato (Reprod.) / Boccaccio. - 1499
 Giovanni Boccaccio, Filocolo. 1301-1400 [manoscritto]

##### Boccalini Trajano
Pietra del paragone politico di Traïano Boccalini con una nuova aggiunta dell istesso. - 1667

##### Buonarroti Michelangelo
Il natal d'Ercole di Michelagnolo Buonaroti : favola rappresentata al Serenissimo Signor Don Alfonso da Este principe di Modena, e all'eccelentissimo Signor Don Liugi suo fratello, nello venuta loro a Firenze, da Madama Serenissima di Toscana, nel palazzo dell'eccelentiss. Signor D. Antonio Medici (Reprod.). - 1605
 Il Giudizio di Paride, favola del s. Michelagnolo Buonarroti. Rappresentata nelle felicissime nozze del sereniss. Cosimo Medici, principe di Toscana, e della seren. principessa Maria Maddalena, arciduchessa di Austria. - 1608
 Il gidizio di paride (Reprod.) / favola del S. Michelagnolo Buonarroti, rappresentata nelle felicissima nozze del sereniss. Cosino Medici, principe di Toscano, e della seren. principessa Maria Maddalena, archiduchesa di Austria (4 di novembre 1608). - 1608

##### D'Annunzio Gabriele
Per la più grande Italia: orazioni e messaggi di Gabriele d'Annunzio. - 1915

##### De' Medici Lorenzo
Raccolta di poesie di Lorenzo de'Medici, A. Poliziano, Giovanna della Mirandola, Bramante da Urbino, ecc. (V. Appendice).. -

##### Foscolo Ugo
Opere inedite e postume di Ugo Foscolo.... - 1923

##### Giuniano Maio
De Maiestate.-1480

##### Machiavelli, Niccolò
Tutte le opere di Nicolo Machiavelli... divise in V parti ([Reprod.). - 1550 [Più versioni delle opere di N. Machiavelli sono consultabili più, anche sotto forma di manoscritto]
 Il Principe di N. Macchiavelli.. - 1501-1600 [manoscritto]

##### Petrarca
Il Canzoniere di Francesco Petrarca. - 1401-1500 [manoscritto, esistono più versioni dell’opera consultabili in Gallica]

##### Piccolomini Alessandro
Comedia intitulata "Alessandro" (Reprod.) / del signor Alessandro Piccolomini. - 1550

##### Polo, Marco
Marco Polo, Il Milione.. - 1370-1410 [manoscritto]

##### Torquato Tasso
La Gerusalemme liberata (Reprod.) / di Torquato Tasso ; con le annotationi di Scipion Gentili, e di Giulio Guastavini; et li argomenti di Oratio Ariosti ; [figurata da Bernardo Castello]. - 1617
 L'aminte du Tasse (Reprod.) / [Torquato Tasso]. - 1681

#### Antologie
Anthologie poétique italienne. Première partie, contenant, Un choix des plus beaux morceaux de Métastase, d'Alfieri, d'Annibal Caro et de Goldoni, avec des notices et des résumés / par L. Maggiolo,.... - 1834 

#### Letteratura italiana tradotta in francese
Divina Comedia di Dante. Canto V dell'Inferno, déclamé par Madame Adélaide Ristori. (Traduction de Louis Ratisbonne.). - 1860
 Les Œuvres amoureuses / de Pétrarque; traduites en français, avec le texte en regard et précédées d'une notice sur la vie de Pétrarque, par P.-L. Ginguené,.... - 1918

#### Filosofia
Cinque libri di Giambattista Vico de'Principj d'una scienza nuova d'intorno alla comune natura delle nazioni, in questa 2a impressione con più propria maniera condotti e di molto accresciuti.... - 1730
 Lettere di Tommaso Campanella / raccolte ed annotate da Michele Baldacchini. - 1800-1850

#### Politica
Archivio Sforzesco. Documenti originali (cart. e membran.) dal 1433 al 1500.. - 1601-1700 [manoscritto, Gallica contiene anche altri manoscritti provenienti dall’archivio sforzesco]
 Al generale Garibaldi, esortazione a liberar la Venezia.. [Signé : A. L. Franzini. 14 giugno 1863.]
 Fascismo: inchiesta socialista sulle gesta dei fascisti in Italia. - 1922
 Discorsi del 1925 / Benito Mussolini -. 1926,  Discorsi del 1927 / Benito Mussolini. - 1928,  Discorsi del 1926 / Benito Mussolini. - 1927

#### Storia del cristianesimo
Storia della passione di G. C. narrata su l'autorità degli evangelisti: - in dial. Veneto.. - 1401-1500
 Le vite de sancti padri (Reprod.) / [compilato da sancto Hieronymo]. - 1476
 Augustino De la cita di dio (Reprod.). - 1483
 Tractato delle excomunicacione papali e vescovali (Reprod.) / frate Jacopo de Bangio. - 1485
 Vita del gran pontefice Innozentio quarto (Reprod.) / scritta giadda Paolo Pansa,.... - 1598
 Relazione della cacciata dei Gesuiti da Malta nel 1639 (pag. 1-17).. [manoscritto]
 Della christiana moderatione del theatro libro detto l'ammonitioni a recitanti (Reprod.) / [Ottonelli Giovanni Domenico]. - 1652
 Il colosso sacro alle glorie dell'em.mo e rev.mo sig.re cardinale Mazarino panegirico del sig.re Girolamo Gratiani segretario di Stato del serenissimo signore duca di Modana.. - 1656-01-01
 Vita di san Brunone, fondatore dei Certosini, libri tre / del sac Paolo Capello.... - 1886

#### Medicina
Contro alla peste Il consiglio di messer Marsilio Ficino. Il consiglio di messer Tommaso del Garbo. Una ricetta duna polvere ; Una ricetta fatta nello Studio di Bologna et molte altri remedis (Reprod.) / composta da Maestro Mingo da Faenza. - 1523
 [ Il Dioscoride, dell ' eccellente dottor medico M. P. Andrea Matthioli da Siena, co i suoi discorsi da esso la seconda volta illustrati, & diligentemente ampliati : con lagiunta del sesto libro de i rimedi di tutti i veleni, da lui nuovamente tradotto, & con dottissimi discorsi per tutto commentato, con la giunta du tutte le figure delle piante, delle herbe, delle pietre, et de gli animali, tratte dal vero & istesso naturale, & non piu stampate. - 1549
 Trattato de la vita sobria ([Reprod. / del magnifico M. Luigi Cornaro,.... - 1558
 La pratica universale in cirurgia: di nuovo riformata, & dal latino ridotta, alla fua vera lettura. Vol. 3 / di M. Giovanni di Vigo. - 1560
 Le medicine partenenti alle infermita delle donne (Reprod.) / scritte per M. Giovanni Marinello. - 1574
 Relatione verissima del progresso della peste di Milano: qual principio nel mese d'Agosto 1576 e se gui fino al mese di Maggio 1577 (Reprod.) / scritta dal R. D. Paolo Bisciola,.... - 1577
 La cirurgia dell'eccellente dottore E. Cavalier M. Leonardo Fioravanti (Reprod.). - 1582
 Dell ' historia dei semplici aromati et altre cose che vengono portate dall ' Indie orientali pertinenti all'uso della medecina (Reprod.) / di don Garzia dall 'Horto,... ; notta tutti tradotti dalle loro lingue nella nostra italiana da M. Annibale Briganti,.... - 1589
 Il tesoro della sanita: nel quale s ' insegna il modo di conservar la sanita & prolongar la vita: & si tratta della natura de'cibi & de'rimedii de'nocumenti loro: con la tavola delle cose notabili (Reprod.) / di Castor Durante da Gualdo,.... - 1597
 Sulla medicina legale del cadavere, secondo gli ultimi studi di Germania ed Italia / trattati di Cesare Lombroso,.... - 1877

#### Astronomia

##### Galileo Galilei
Istoria e dimonstrazioni intorno alle macchie solari e loro accidenti : compresse in tre lettere scritte all'illustrissimo signor Marco Velseri Linceo,... (Reprod. en fac-sim.) / dal signor Galileo Galilei Linceo,.... - 1613
 Il saggiatore nel quale conbilancia esquisita e giusta si ponderano le cose contenute nella libra astronomica e filosofica di Lotario (Reprod.) / Galileo Galilei. - 1623
 Dialogo di Galileo Galilei linceo matematico sopraordinario.... : massimi sistemi del mondo tolemaico, e Copernicano (Reprod. en fac-sim.). - 1632

##### Arti
Trattato della pittura di Leonardo da Vinci.. - 1601-1700 [manoscritto]
 La Sonnambula (La Somnambule) : opéra en deux actes. - Vincenzo Bellini - 1872 [manoscritto, spartito]
 I Capuletti ed I Montecchi (Romeo e Giulietta) : opéra complet pour piano et chant. - Vincenzo Bellini - 1880 [manoscritto, spartito]
 Norma : tragedia lirica in due atti. - Vincenzo Bellini - 1890 [manoscritto, spartito]
 Tosca : melodramma in tre atti. - Giacomo Puccini - 1899 [manoscritto, spartito]
 Il barbiere di Sevilla. [manoscritto, spartito]

##### Varie
Il libro dell'arte della Geomancia compilato da Maestro Gherardo da Cremona.... - 1401-1500 [manoscritto]
 Dell'amore humano trattato di Flaminio Nobili.. - 1501-1600 [manoscritto]
 Nota di furti, stupri, omicidî, ecc. commessi nel sec. XVI a Pistoia e nei dintorni (f. 1). Storia delle famiglie Panciatichi, Sozzifanti, Celleri e Del Gallo. Notizie di Ferrante Capponi (f. 3-31).. - 1601-1700 [manoscritto]
 Raccolta di documenti (copie di lettere, relazioni, memoriali, ecc.) circa l'Inquisizione nel regno di Napoli; 1691-94.. - 1601-1700 [manoscritto]
 Raccolta di documenti relativi al brigantaggio ed all'occupazione francese del regno delle due Sicilie.. - 1801-1900 [manoscritto]

## Gallica, serviziowhite-label
Dal 2013, la BnF offre alle biblioteche che desiderano rendere accessibili i propri contenuti senza disporre di mezzi propri, la possibilità di usufruire di Gallica come servizio white-label. L'applicazione è stata messa a punto e ospitata dalla BnF, ma consente alla biblioteca esterna di farne uso.
Nel gennaio 2020 sono 8 le biblioteche digitali a essere alimentate da Gallica white-label.